# هانس كريستيان هينركسن
هانس كريستيان هينركسن (بالنرويجية البوكمول: Hans Christian Henriksen)‏ هو شخصية أعمال نرويجي، ولد في 25 يونيو 1909، وتوفي في 26 أغسطس 1983.